# Confédération française des travailleurs chrétiens
Pour les articles homonymes, voir CFTC.
La Confédération française des travailleurs chrétiens (CFTC) est un syndicat de salariés français se référant lors de sa fondation en 1919 à la doctrine sociale de l'Église (DSE).
Depuis 1947, elle s'inspire de la morale sociale chrétienne qui se réfère à la DSE. Lors du congrès confédéral de novembre 1964, une rupture est intervenue entre l'aile gauche du mouvement, influencée par le marxisme (70 % des mandats, environ), favorable à la lutte des classes, et ceux qui restaient attachés aux valeurs chrétiennes. Les minoritaires décidèrent de maintenir la CFTC d'inspiration chrétienne alors que les majoritaires donnèrent le nom de Confédération française démocratique du travail (CFDT) à la structure issue de la transformation. Il s'est ensuivi une longue et complexe bataille juridique. La justice finit par reconnaître que l'on ne pouvait pas qualifier de scission l'attitude de la minorité puisqu'elle continuait l'esprit et les valeurs chrétiennes de la grande CFTC. Sur un plan matériel, la loi de la majorité permit à la CFDT de récupérer la quasi-totalité du patrimoine de l'ancienne CFTC.
Depuis le retour de la CFDT dans le camp réformiste, les rapports entre CFTC et CFDT se sont apaisés.
La CFTC a été reconnue « représentative » par un décret interministériel de 1966, au même titre que la CFDT, la CFE-CGC, la CGT et la CGT-FO au titre de la présomption irréfragable. Après la fin de celle-ci (par la loi du 20 août 2008 qui a mis fin à cette situation en introduisant de nouveaux critères de représentativité syndicale), elle a conservé sa représentativité ayant rempli les nouveaux critères lors des élections professionnelles.
Avec la CFDT, l'UNSA et la CFE-CGC, elle constitue le « pôle réformiste » des centrales syndicales françaises.

## Histoire

### XIXesiècle
Le syndicalisme chrétien naît sous la forme d'une « Association des jeunes ouvriers », fondée par Maurice Maignen en 1855, qui devient en 1865 le « Cercle des jeunes ouvriers », plus connu sous le nom de Cercle Montparnasse, sis au 126, boulevard du Montparnasse. En 1871, après la Commune de Paris, le comte Albert de Mun s'appuie sur ce cercle pour créer une association nationale, l'Œuvre des cercles catholiques d’ouvriers, appelée aussi les « cercles ouvriers », qui comptait 375 cercles en France en 1878.
Le 21 mars 1884, l'abrogation de la loi Le Chapelier par la loi Waldeck-Rousseau légalise les syndicats, ce qui permet la création dès 1886 du Syndicat des journalistes français, sous le nom de « Corporation des publicistes chrétiens ». Son fondateur est Victor de Marolles, directeur du journal de l’Œuvre des cercles catholiques d’ouvriers. L'année suivante voit la naissance du Syndicat des employés du commerce et de l'industrie, uniquement masculin, regroupant 18 militants de l'Œuvre, le 13 septembre 1887. Présidé par Paul Baé, il s'installe rue des Petits Carreaux à Paris, où il ouvre un restaurant ouvrier. Quatre ans plus tard, il lance son propre journal L'employé puis se structure en 1894 autour de 4 groupes : employés administratifs, tissus, employés aux écritures et bâtiment. Au même moment apparaissent, hors de la sphère chrétienne, la Fédération nationale des syndicats, ancêtre de la CGT, en 1886 et la Bourse du travail de Paris en 1887.
Marie-Louise Rochebillard crée en 1899 le premier syndicat féminin (pour ouvrières de la soie), à Lyon, au 13 rue Sainte-Catherine, d'inspiration sociale chrétienne (CFTC).

### La fondation
Après l'intense effort industriel de la Première Guerre mondiale, les syndicats chrétiens nés en 1886-1887 sont à l'initiative de la fondation de la CFTC les 1er et 2 novembre 1919. Elle regroupe 321 syndicats et se réclame de l’encyclique Rerum Novarum. L'objectif est de contrer la toute-puissance de la CGT dans le milieu ouvrier. Le mot d'ordre de la nouvelle CFTC est « la paix sociale ».
Au début de l'année, il n'y a encore qu'un peu plus de 5 000 adhérents et trois fédérations : l'enseignement libre, les cheminots et les employés, ainsi que deux fédérations de syndicats exclusivement féminins, dont l'Union des Syndicats libres féminins. Mais rapidement, la « Fédération des Syndicats indépendants d'Alsace et de Lorraine », menée par le Mulhousien Camille Bilger (1879-1947), Léon Adolf et Jean Keppi prend une part prépondérante dans les débuts du nouveau syndicat, en apportant ses 21 000 membres, essentiellement dans le textile et les mines. Constituée en 1920, la CFTC regroupe désormais 578 syndicats et 156 000 membres, dont 43 000 employés, et 35 000 cheminots[réf. nécessaire]. En 1920 aussi, la CFTC contribue avec d’autres syndicats chrétiens européens à fonder la Confédération internationale des syndicats chrétiens. Créée en mai 1920, la Fédération de la métallurgie CFTC décide en 1922 la création d'une caisse fédérale de résistance, pour secourir les grévistes, malgré l'avis d'Henri Meck, qui souligne l'échec des caisses professionnelles, et rappelle le succès en Alsace des caisses interprofessionnelles.

### L'implantation dans les mines
La CFTC est la première organisation nationale à proposer une autre voie syndicale que celle fondée sur les analyses marxistes ou anarcho-syndicalistes. Le fonds idéologique du christianisme social lui procure une autonomie et une légitimité que d'autres organisations syndicales non socialistes, comme le syndicalisme jaune, ne peuvent acquérir. En 1937, la CFTC voit l'adhésion d'un premier syndicat laïque, le Syndicat général de l'éducation nationale (SGEN).
Gaston Tessier est le premier secrétaire général de la CFTC, Jules Zirnheld en est le premier président, poste qu'il occupe jusqu'en 1940.

#### Alsace-Lorraine
Fils d’un dessinateur industriel de Saverne, Henri Meck adhère en 1929 à la « Fédération des syndicats chrétiens d'Alsace et de Lorraine » et en devient en 1932 secrétaire général.

#### Bassin houiller du Nord-Pas-de-Calais
Dans le Pas-de-Calais, Jules Pruvost et son collègue Jules Catoire fondent dans l'arrière-salle du café « L'Espérance », le « Syndicat libre des mineurs » (SLM), qui se heurte aux pressions des dirigeants des houillères auprès de l’Évêché. En décembre, Jules Pruvost en est élu secrétaire général. Le SLM se rattache dès 1924 à la Fédération Française des Syndicats Professionnels des Mineurs, animée par Henri Meck, qui a travaillé à l'implantation de la CFTC au sein des houillères de Lorraine, puis est devenu secrétaire général de la Fédération CFTC des mineurs, rejoint par Louis Delaby.
Les syndicalistes chrétiens participent ensuite pendant la guerre à la grève patriotique des cent mille mineurs du Nord-Pas-de-Calais en mai-juin 1941.

#### Bassin houiller de Saint-Étienne
René Mathevet est la « figure centrale » du syndicalisme chrétien dans le Bassin houiller de Saint-Étienne et symbole du décalage entre la « ligne ouvrière » de son département et la ligne plus confessionnelle de la majorité confédérale CFTC, s'appuyant plus sur les « employés ». Ouvrier chez Manufrance avant la guerre, de juillet à octobre 1937, il anima le comité des loisirs (bals, théâtre, jeux collectifs, chorale) durant la grève de 100 jours, dont 45 d’occupation de l’usine, composant à cette occasion la chanson "La Madelon des grévistes" mais fut ensuite licencié.
L'autre « figure centrale » est Jean Rechatin, mineur à La Ricamarie-Le Chambon-Feugerolles qui participa à la Résistance en diffusant Témoignage Chrétien, puis, avec la CGT à la grève des Houillères en 1948 avant de présider la société de Secours Minière de la Loire.
Dans la Loire, en 1944, les mineurs n'étaient plus que 16000 en 1944 contre 20000 en 1939, seul le retour des prisonniers de guerre français et le recours à des prisonniers de guerre allemand permettant ensuite un rebond.

### La Seconde Guerre mondiale et la Résistance

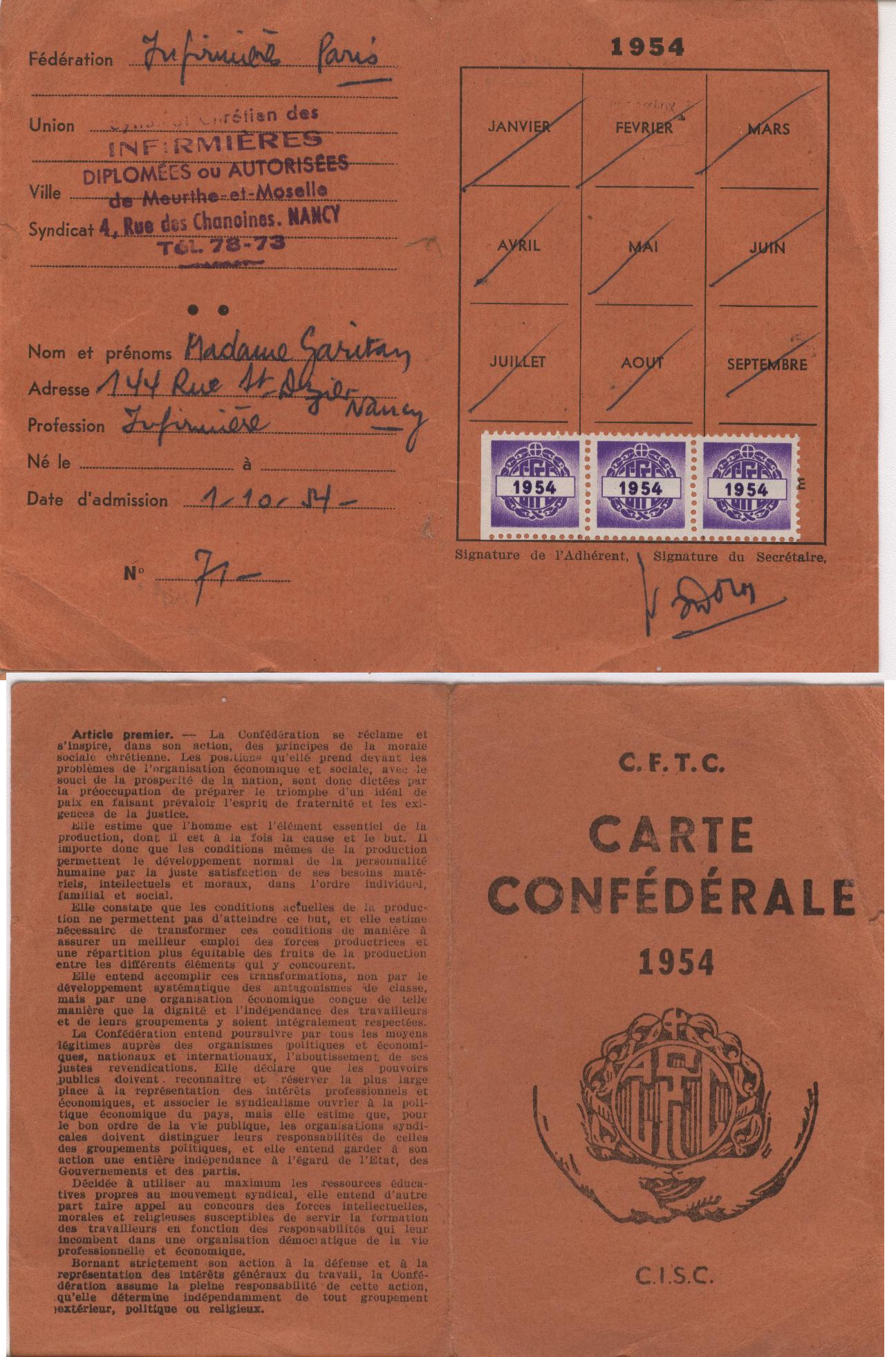
Exemple de carte d'adhérente avec timbres mensuel de cotisation.

La CFTC est officiellement dissoute en novembre 1940 par le régime de Vichy. Jules Pruvost entre dans la résistance et s'occupe d'une filière qui prend en charge les aviateurs alliés. Jules Catoire, aidé par Joseph Sauty, Louis Delaby et Joseph Martin, diffuse les Cahiers du Témoignage chrétien dans le département du Pas-de-Calais, ainsi que le journal clandestin La Voix du Nord. Louis Delaby prend position en faveur du pluralisme syndical et soutient Gaston Tessier dans sa lutte contre une tendance participationniste au sein de milieux catholiques. Ce dernier, fondateur du mouvement de résistance Libération-Nord, représente la CFTC au Conseil national de la Résistance et publie un article dans le quotidien L'Aube « Syndicalismes » pour insister sur la place qui doit revenir au fait syndical et souligner que la CFTC et la CGT ont « donné à la Résistance un concours extrêmement dévoué qui s'est accentué à la veille de l'insurrection nationale par l'ordre de grève générale lancé d'un commun accord par le comité d'entente », après avoir participé à la grève patriotique des cent mille mineurs du Nord-Pas-de-Calais en mai-juin 1941. Les deux syndicats présentent des listes communes aux élections professionnelles après la guerre.
En raison de l'action de certains de ses membres dans la Résistance (elle est un membre actif du Conseil national de la Résistance), la CFTC est maintenue, à la Libération, comme organisation syndicale représentative malgré l'hostilité de la CGT, qui va jusqu'au Conseil d'État en vue de la faire interdire.
En 1962, deux branches de la CFTC (les techniciens et les travailleurs de la terre) fusionnent pour devenir la Fédération générale de l'agriculture, fédération qui rejoindra la CFDT au moment de la déconfessionnalisation.

### Les années d'après-guerre
Dans ces années d'après-guerre, la minorité de la CFTC réclame une nouvelle organisation, avec des fédérations par grands types d'activités, car elle s'est rendu compte que les employés, qui dominaient la direction de la confédération représentaient plus qu'un tiers des effectifs, à la suite de l'arrivée de nombreux adhérents à la Libération, en particulier dans le bassin minier, textile et métallurgiste de Saint-Étienne. Ceux-ci s'inscrivent dès 1946 à une « union régionale métaux », provoquant la colère de la direction confédérale.
Lors de l'importante bataille de la production de 1945-1946, la CFTC n'a cependant pas la même approche que la CGT, s'inquiétant des risques accrus de silicose, mais prend un virage plus militant. René Mathevet, élu à la tête de l'union départementale de la Loire de la CFTC en décembre 1946, sera ensuite, au niveau national, « à la pointe de l’évolution » de la CFTC vers la déconfessionalisation dans les années 1950, puis sera un des « résitants » au recentrage de la CFDT dans les années 1980. Dans son département, lors des grèves de 1947, sur fond d'émeutes de la faim dans plusieurs régions, la CFTC se joint à la CGT pour faire grève dans les mines le 16 septembre 1947, mais en réclamant une « prime contre la vie chère » et le vote de la grève à bulletins secrets, alors que la CGT le fait à mains levées et demande une hausse des salaires.
Opposé à toute subordination du syndicat à un parti politique, René Mathevet marque sa différence avec son prédécesseur Éloi Chacornac, qui sera en 1948 élu au Comité directeur départemental du MRP, le grand parti chrétien-démocrate de l'époque, puis son candidat malheureux aux élections législatives de 1952 dans la Haute-Loire. René Mathevet a aussi milité aussi contre toute ingérence de la hiérarchie catholique au sein de la CFTC. Dans cet esprit, il a fondé après la grève des mineurs de 1948, avec Force ouvrière, le SNI et la CNT, un « Comité de liaison des organisations syndicales de la Loire », qui prend existence en 1949 mais se dessine dès mars 1948 quand la CFTC aide les débuts de la CGT-FO lors de sa scission de la CGT. L’UD-FO de la Loire étant moins anticommuniste que sa confédération, ce comité de liaison tient par la suite des actions avec la CGT, mais en se méfiant des récupérations via la création des sections syndicales uniques d’entreprises. C'est dans la Loire qu'a lieu le premier grand conflit entre le parti chrétien-démocrate et la CFTC, en février 1950, quand le syndicat se joint à une manifestation protestant contre la venue dans la région du président du conseil Georges Bidault. Des conflits opposent aussi l'ancienne et la nouvelle direction de la CFTC dans ce bassin minier concernant l'accès au journal syndical.

### La «déconfessionnalisation» de 1964 et la CFTC «maintenue»
En 1964, c'est la « déconfessionnalisation » de la CFTC : une majorité de la CFTC menée par le groupe « Reconstruction » autour de Paul Vignaux, Albert Détraz, Jacques Delors décide la « déconfessionnalisation » (abandon de la référence à la morale sociale chrétienne) tout en restant en retrait du choix de la lutte des classes pour donner naissance à la Confédération française démocratique du travail (CFDT). Rapidement, la CFDT déclare placer son action dans le cadre de la lutte des classes. Elle se rapproche du socialisme et notamment du Parti socialiste unifié (PSU) mené par Michel Rocard, de 1966 à 1970, tandis qu'une minorité réformiste décide de maintenir une centrale chrétienne (environ 10 %). Cette « CFTC maintenue » est dirigée par deux des organisateurs de la Grève des mineurs français de 1963, Joseph Sauty et Jean Bornard, soutenus dans l'Est par Henri Meck, le premier ayant été identifié par la presse et les radios comme le père de cette grève victorieuse, non-politisée et très suivie. Secrétaire général adjoint (1964), puis en titre (1970) de la centrale, Jean Bornard en est élu président en 1981 — fonction qu'il quitte en 1990.

### Le syndicalisme réformiste et démocratique
Entre-temps, en 1975, la CFTC est favorable au Rapport Sudreau sur la réforme de l'entreprise.
Entre 1981 et 1984, la CFTC a joué un rôle important dans la défense de la liberté de l'enseignement, notamment par l'action déterminée du Syndicat national de l'enseignement chrétien (Snec-CFTC), au sein de l'enseignement catholique traversé par des courants favorables au projet gouvernemental, avec un slogan clair : « La liberté ne se négocie pas ».

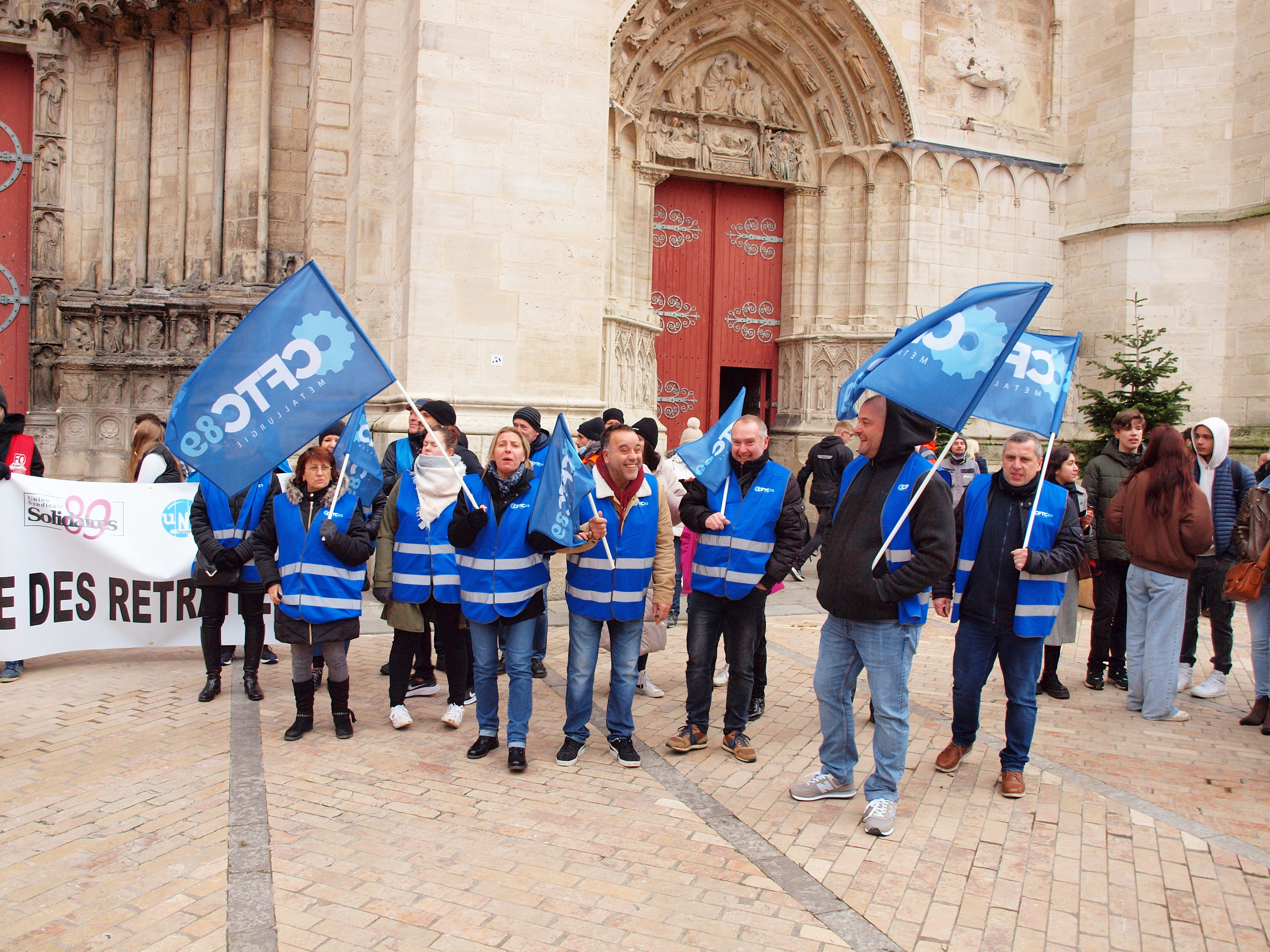
En 2023 à Sens lors du projet de réforme des retraites en France en 2023.

En 1988, elle soutient la création du revenu minimum d'insertion (RMI) et se montre neutre lors de la création de la contribution sociale généralisée (CSG), en 1990. Le syndicat est favorable aux 35 heures, aux emplois-jeunes, à l'élaboration de la loi de 1998 contre les exclusions et à la loi créant la couverture maladie universelle (CMU). En 2006, il présente son projet de statut du travailleur, lancé par un « rapport-programme » dès 1999 et concrétisé par un groupe de travail depuis 2003.
Entre 2001 et 2006, aux élections des comités d'entreprise, la CFTC est la seule confédération syndicale à progresser, avec 6,8 % en 2006, 6,7 % en 2003, 6 % en 2001, contre moins de 5 % quelques années plus tôt. Toutefois, avec la loi du 20 août 2008 « portant rénovation de la démocratie sociale et réforme du temps de travail », la CFTC n'est pas à l'abri de perdre, dans plusieurs entreprises et branches professionnelles, sa représentativité, car il faut atteindre un seuil de 8% des voix.
Le 1er mai 2008, la CFTC rassemble près de 6 000 personnes lors de son défilé unitaire à Paris autour du thème du pouvoir d'achat.
En 2010, la CFTC formule des propositions pour réformer le système des retraites et participe aux cinq grandes journées de manifestations. Elle dénonce la plupart des mesures prises par le ministre du Travail Éric Woerth dans sa réforme. Le syndicat réclame une hausse des cotisations vieillesse et une taxation des nouveaux revenus du capital ; il propose, notamment, une taxe de 3 % sur les bénéfices non réinvestis et demande un élargissement de l’assiette des cotisations à certains revenus : stock-options, retraite-chapeau, participation, intéressement. Il propose aussi une augmentation d’un point de la CSG, ce qui permettrait de générer onze milliards d’euros de ressources, et qu’une partie de la CSG soit « fléchée », avec un contrôle effectif de l’affectation des sommes versées à la branche vieillesse. La CFTC demande en plus que l’ensemble des allègements de cotisations sociales soit compensé au centime près par des impôts.
En avril 2017, dans l'entre-deux-tours de l'élection présidentielle de 2017 qui oppose Marine Le Pen et Emmanuel Macron, la CFTC critique « le protectionnisme et les politiques économiques sans visibilité, tel le retour au franc », « l’auto-exclusion de la France de l’Union européenne » et « l’exclusion de l’étranger » prônés par le FN, qui selon le syndicat sont incompatibles avec ses « valeurs humanistes ».
En 2022, Joseph Thouvenel, vice-président de la CFTC, par ailleurs chroniqueur sur Radio Notre-Dame et sur KTO fonde une revue nommée Capital social, qui traite des problématiques d'actualité économique et sociologique à la lumière de la doctrine sociale de l'Église.

## Valeurs et identité

### Valeurs générales
La CFTC favorise la négociation, la discussion, jusqu'à la médiation avant toute action plus revendicative. Pour cette organisation, la grève n'est que l'ultime solution lorsque tous les autres moyens n'ont pas donné satisfaction.
Parmi ses chevaux de bataille, la CFTC insiste sur le fait que la vie ne se limite pas au travail. Cette valeur est et a été à la base de nombreux combats, de la mise en place des allocations familiales par exemple jusqu'à la défense du repos dominical en tant que journée commune à la plupart des citoyens pour la vie de famille, les loisirs, le sport, l'engagement bénévole, etc. Pour la CFTC, la société ne doit pas se limiter à la consommation.
La CFTC veut mettre le travailleur au centre de sa vie, le rendant acteur au maximum de ses choix et de son avenir lorsque cela est possible. Pour ce faire, elle préconise que les parcours soient sécurisés pour que chacun puisse vraiment faire des choix, sans subir une situation ou un système. Dans le même ordre d'idées, l'organisation syndicale laisse une grande liberté aux syndicats qui la composent, conscients qu'ils sont plus au fait de la réalité pour défendre sur le terrain les travailleurs. C'est ce qu'elle appelle le principe de « subsidiarité ». Cela ne l'empêche pas de rappeler à l'ordre, voire de mettre sous tutelle certaines organisations.
La CFTC s'affirme indépendante de tout parti et de toute organisation. Pour elle, la référence au christianisme s'entend comme attachement à la doctrine sociale chrétienne (solidarité, fraternité, justice sociale…), pas comme une identité confessionnelle. Les adhérents ne sont pas forcément chrétiens mais se retrouvent dans les valeurs prônées par la CFTC.

Logo de 1980[Quand ?] à 2022.
Logo depuis janvier 2022.

### Opposition au mariage des couples du même sexe
Même si la CFTC interdit l'utilisation de son nom lors des événements organisés par La Manif pour tous, plusieurs personnalités du syndicat vont prendre position contre le droit au mariage homosexuel.
Malgré cette interdiction, Pasquier Cognacq, président des retraités de la CFTC, organisera au nom de son syndicat, les déplacements en 2013, pour aller manifester contre le droit aux couples homosexuels de se marier.
Le vice président du syndicat: Joseph Thouvenel fera lui un discours en son propre nom, à la grande tribune lors de la manifestation du 16 octobre 2012 de La Manif pour tous. Une photo de lui avec Marion Maréchal fera d'ailleurs polémique,
Le syndicat lui-même, par la voie de son président Philippe Louis, en 2012, démontrera son opposition au mariage pour les couples homosexuels dans une interview à l'AFP.

## Mouvement social de 2023
Dans le contexte politique et social très tendu du début des années 2020, la CFTC et son président Cyril Chabanier font partie de l'intersyndicale nationale qui organise dix journées de manifestations géantes dans 300 villes de France, avec de nombreuses grèves et occupations temporaires de péages et sites logistiques ou autoroutiers au centre du mouvement social contre le projet de réforme des retraites en France de 2023 et écrit à Emmanuel Macron pour demander des négociations, puis n'ayant pas été reçue, une médiation et une suspension de l'adoption du texte de loi. La situation n'a alors « jamais été aussi bloquée socialement et politiquement depuis les grèves de 1995 », selon le chercheur spécialiste des conflits sociaux Guy Groux.
Le 5 avril 2023, lorsque l'intersyndicale nationale rencontre la Première ministre Élisabeth Borne pour trouver une issue au mouvement social contre le projet de réforme des retraites en France de 2023, c'est Cyril Chabanier qui ouvre la conférence de presse des syndicalistes qui quittent la réunion pour protester contre le refus du gouvernement de négocier.

## Organisation
La CFTC est divisée en 17 unions régionales et 93 unions départementales et interdépartementales.
Elle compte 650 syndicats regroupés en 14 fédérations professionnelles (commerce-services-forces de vente, enseignement privé, métallurgie, collectivités territoriales, transports, télécoms, banques…).
Elle revendique 145 000 adhérents.
Tous les quatre ans, les syndicats se réunissent en Congrès et élisent un Conseil, qui élit un Bureau. Le conseil confédéral se réunit trois fois par an et est chargé de contrôler l'exécutif. L'exécutif est bicéphale, il est composé d'une commission exécutive et du bureau national.
La CFTC est membre de la Confédération européenne des syndicats (CES) et de la Confédération syndicale internationale (CSI). Auparavant elle appartenait à la Confédération mondiale du travail (CMT).
Le siège de la CFTC se trouve à Paris XV, au 45 rue de la Procession.

### Congrès confédéraux
- 1887 : création du Syndicat des employés du commerce et de l'industrie
- 1912 : congrès de la Pentecôte, création de la Fédération des employés
- 1919 : fondation de la CFTC
- 1920 : premier congrès de la CFTC
- 1921 : 2e congrès
- 1922 : 3e congrès
- 1923 : 4e congrès
- 1924 : 5e congrès
- 1925 : 6e congrès
- 1926 : 7e congrès
- 1927 : 8e congrès
- 1928 : 9e congrès
- 1929 : 10e congrès
- 1930 : 11e congrès
- 1931 : 12e congrès
- 1932 : 13e congrès
- 1933 : 14e congrès
- 1934 : 15e congrès
- 1935 : 16e congrès
- 1936 : congrès de mai 1936 (17e)
- 1936 : 17e congrès
- 1937 : 18e congrès
- 1938 : 19e congrès
- 1939 : 20e congrès
- Entre 1940 et 1945 : la Confédération entre dans la clandestinité.
- 1945 : 21e congrès
- 1946 : 22e congrès
- 1947 : 23e congrès
- 1948 : 24e congrès
- 1949 : 25e congrès
- 1951 : 26e congrès
- 1953 : congrès d'Asnières (27e)
- 1955 : 28e congrès
- 1957 : congrès d'Asnières (29e)
- 1959 : congrès d'Issy-Les-Moulineaux (30e)
- 1961 : congrès d'Issy-Les-Moulineaux (31e)
- 1963 : congrès d'Issy-Les-Moulineaux (32e)
- 1964 : congrès extraordinaire de Paris, scission entre la CFDT et la « CFTC maintenue »
- 1965 : congrès de Vincennes (33e)
- 1967 : congrès d'Issy-Les-Moulineaux (34e)
- 1969 : congrès d'Issy-Les-Moulineaux (35e)
- 1971 : congrès de Clichy (36e)
- 1973 : congrès de Clichy (37e)
- 1975 : congrès de Clichy (38e)
- 1977 : congrès de Versailles (39e)
- 1979 : congrès de Strasbourg (40e)
- 1981 : congrès de Lyon (41e)
- 1984 : congrès de Marseille (42e)
- 1987 : congrès de Versailles (43e)
- 1991 : congrès de Lille (44e)
- 1993 : congrès de Versailles (45e)
- 1996 : congrès de Nantes (46e)
- 1999 : congrès de Dijon (47e)
- 2002 : congrès de Toulouse (48e)
- 2005 : congrès de Bordeaux (49e)
- 2008 : congrès de Strasbourg (50e)
- 2011 : congrès de Poitiers (51e)
- 2015 : congrès de Vichy (52e)
- 2019 : congrès de Marseille (53e)
- 2023 : congrès de Rennes (54ᵉ)

### Présidents
- Jules Zirnheld : 1919-1940
- Georges Torcq : 1945-1948
- Gaston Tessier : 1948-1953
- Maurice Bouladoux : 1953-1961
- Georges Levard : 1961-1964
- Joseph Sauty : 1964-1970
- Jacques Tessier : 1970-1981[36]
- Jean Bornard : 1981-1990
- Guy Drilleaud : 1990-1993
- Alain Deleu : 1993-2002
- Jacques Voisin : 2002-2011
- Philippe Louis : 2011-2019
- Cyril Chabanier : à partir de 2019[37]

### Secrétaires généraux
- Gaston Tessier : 1919-1940 puis 1944-1948
- Maurice Bouladoux : 1948-1953
- Georges Levard : 1953-1961
- Eugène Descamps : 1961-1964
- Jacques Tessier : 1964-1970
- Jean Bornard : 1970-1981
- Guy Drilleaud : 1981-1990
- Alain Deleu : 1990-1993
- Jacques Voisin : 1993-2002
- Jacky Dintinger : 2002-2008
- Philippe Louis : 2008-2011
- Pascale Coton : 2011-2015
- Bernard Sagez : 2015-2019
- Eric Heitz : à partir de 2019

### Fédérations professionnelles
- Agents de l'État (fonction publique d'État)[38]. Avec le syndicat CFTC Police.
- Agriculture : mutualité, crédit, coopération, salariés agricoles, SICA, maisons familiales rurales, organismes divers.
- Banques : établissements financiers, Crédit populaire, Crédit mutuel, bourse, Caisses d'épargne, banques AFB, CFF, Banque de France.
- Bâti-Mat TP : bâtiment, travaux publics.
- CMTE (chimie, mines, textile, énergie)[39] : industries chimiques et connexes, mines, carrières, régime minier de protection sociale, textile, cuirs, habillement et connexes, industries électriques et gazières, énergie.
- FFPT (fédération de la fonction publique territoriale)
- CSFV (commerce, services et force de vente)[40] : hôtellerie, cafés, restaurants, bars, restauration collective, commerce non alimentaire, commerce alimentaire, services, services tertiaires, agro-alimentaire, force de vente.
- Communication : presse, publicité, spectacle.
- Enseignement et formation regroupant le Syndicat national de l'enseignement chrétien (Snec) et le Syndicat national de l'enseignement privé laïc (Snepl).
- Fédération CFTC métallurgie[41]
- Média + : personnels et anciens personnels des entreprises des Postes et des Télécoms, secteurs de l’ingénierie, bureaux d’étude et sociétés de conseil, audiovisuel, journalistes, papier carton, édition[42].
- Fédération PSE (Protection sociale et Emploi)[43] : Sécurité Sociale, travail emploi (Pôle Emploi), formation.
- Fédération CFTC Santé-Sociaux[44], qui regroupe des syndicats des secteurs public (CFTC APHP), privé et des services à la personne.
- Transports (Fédération générale des transports CFTC)[45] : ferroviaire, aérien, maritime et fluvial, urbains, route, services aux transports.
- CFTC SLJ (syndicat Libre justice) - Pour le personnel de l'administration pénitentiaire (ancien président Mr Minet Armand)

## Représentativité
La représentativité de la CFTC lui permet de participer aux négociations nationales interprofessionnelles et d'être représentée dans les organismes paritaires. Mais, depuis la loi « portant rénovation de la démocratie sociale » publiée au Journal officiel du 21 août 2008, les règles de représentativité syndicale ont changé. Désormais, ce sont les élections en entreprise qui la conditionnent, au niveau des entreprises de plus de 10 salariés dès l'entrée en vigueur de la loi de 2008, ainsi que dans les branches professionnelles et au niveau interprofessionnel.
Il faudra toutefois attendre le 1er janvier 2014, avec les conclusions de la direction générale du travail, qui effectue l'agrégation des résultats des élections professionnelles en entreprise, ainsi que le scrutin organisé dans les entreprises de moins de dix salariés (TPE) fin 2012 et les élections du secteur agricole début 2013, pour déterminer la représentativité syndicale par branches professionnelles ainsi qu'au niveau national.
Selon les chiffres du Haut conseil du dialogue social publiés en mars 2017, la CFDT se hisse pour la première fois en tête des élections professionnelles tenues de 2013 à 2016 avec 26,37 % des voix (+ 0,37 par rapport à 2013) devant la CGT 24,85 % (- 1,92 point), FO 15,59 % (- 0,35), la CFE-CGC 10,67 % (+ 1,24 point), la CFTC 9,49 % (+ 0,19), l’UNSA 5,35 % (+ 1,09) et Solidaires 3,46 % (- 0,01). Le poids relatif (retenu pour les seules organisations représentatives au niveau national est de 30,32 % pour la CFDT, 28,57 % pour la CGT, 17,93 % pour FO, 12,27 % pour la CFE-CGC et 10,91 % pour la CFTC.

### Élections prud'homales
La CFTC réalise un score de 8,94 % aux élections prud'homales de décembre 2008, en diminution de 0,71 points par rapport à 2002 (9,65 %), mais au-dessus des 7,53 % de celles de 1997.
Depuis 2013 la CFTC oscille entre 9,3% et 9,5% des voix ce qui fait de la centrale le 5e syndicat de France et lui assure une représentativité au niveau national (au-dessus du seuil des 8% nécessaire pour être représentatif)
Lors de la campagne pour les élections de 2008, elle innove avec le lancement d'une mini-série web, Dark Elevator, qui met en scène plusieurs personnages coincés dans l'ascenseur social. Le slogan choisi pour la campagne prud'homale se veut une synthèse de la démarche de CFTC : « Pouvoir s'opposer, toujours proposer ».
| Organisation syndicale | 1987 | 1992 | 1997 | 2002 | 2008   | 2013  | 2017  | 2021  |
| ---------------------- | ---- | ---- | ---- | ---- | ------ | ----- | ----- | ----- |
| CFTC                   | 8,30 | 8,58 | 7,53 | 9,65 | 8,94 % | 9,30% | 9,48% | 9,50% |

#### Résultats 2008/2002 par collège
- Industrie : 7,8 / 8,3 %
- Commerce : 9,1 / 10,0 %
- Agriculture : 6,9 / 7,6 %
- Activités diverses : 8,8 / 10,3 %
- Encadrement : 10,6 / 11,4 %
- Global : 8,9 / 9,6 %